# Angles (Alpes-de-Haute-Provence)
Angles ist eine französische Gemeinde  mit 70 Einwohnern (Stand 1. Januar 2022) im Département Alpes-de-Haute-Provence in der Region Provence-Alpes-Côte d’Azur. Sie gehört zum Kanton Castellane im Arrondissement Castellane.

## Geografie
Die westlichste Stelle der Gemeindegemarkung wird vom Stausee Lac de Castillon auf 879 m tangiert. Dieser enthält dort eine Bucht, nimmt den 5,6 km langen Torrent d’Angles auf und wird vom Verdon durchflossen. Bei der Bucht zweigt die Départementsstraße D33 von der Route nationale 202 ab und passiert den Dorfkern rechts des Torrents. Die höchsten Punkte von Angles ergeben die Gebirgskämme Baisse d’Angles (1577 m) und Serre Gros (1778 m). Die angrenzenden Gemeinden sind
- Allons im Nordosten,
- Vergons im Südosten,
- Saint-Julien-du-Verdon im Südwesten,
- Saint-André-les-Alpes im Nordwesten.

## Bevölkerungsentwicklung
| Jahr      | 1962 | 1968 | 1975 | 1982 | 1990 | 1999 | 2007 | 2012 |
| --------- | ---- | ---- | ---- | ---- | ---- | ---- | ---- | ---- |
| Einwohner | 55   | 57   | 55   | 65   | 56   | 67   | 72   | 65   |

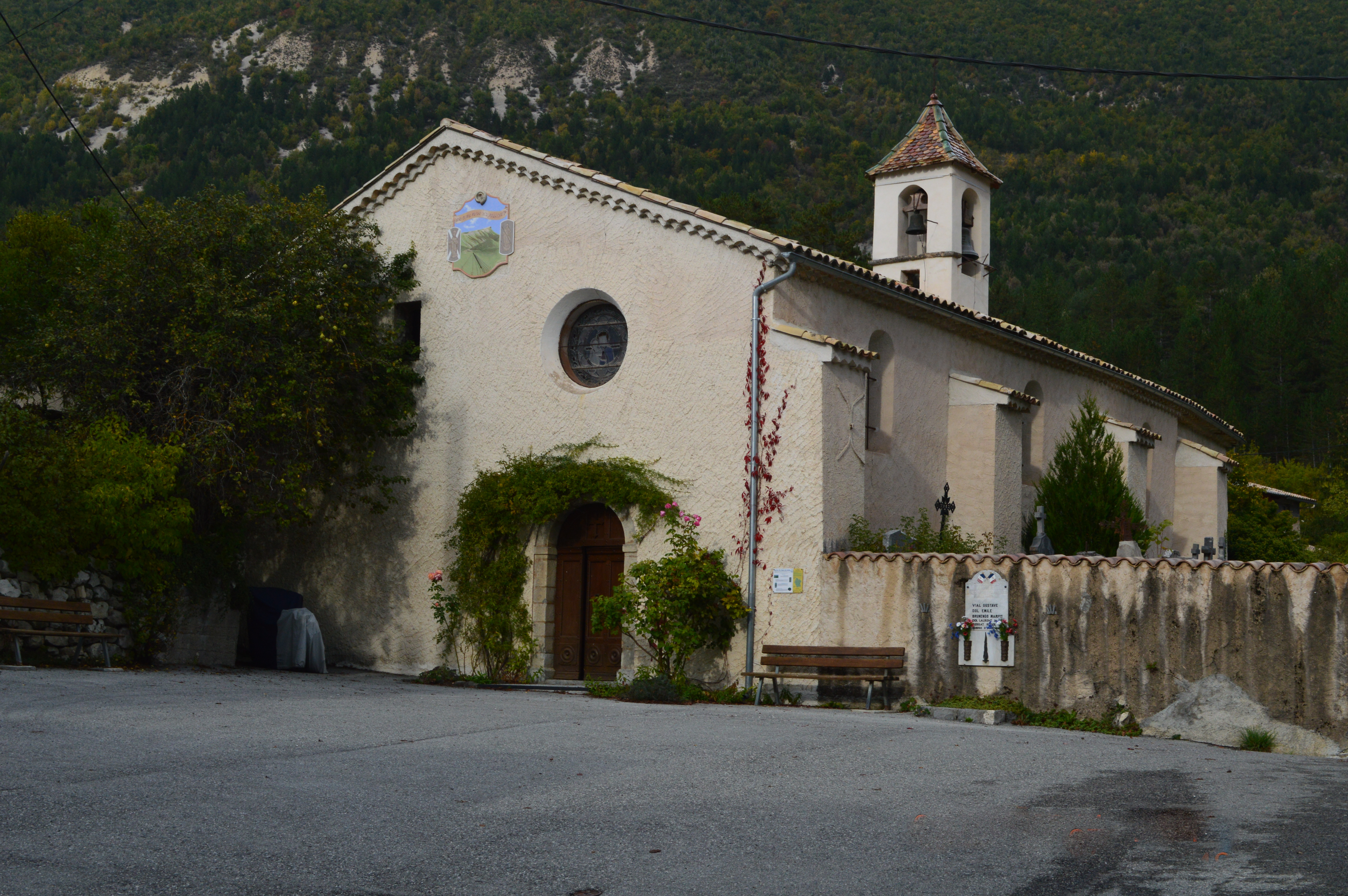
Kirche Notre-Dame und Saint-Honorat
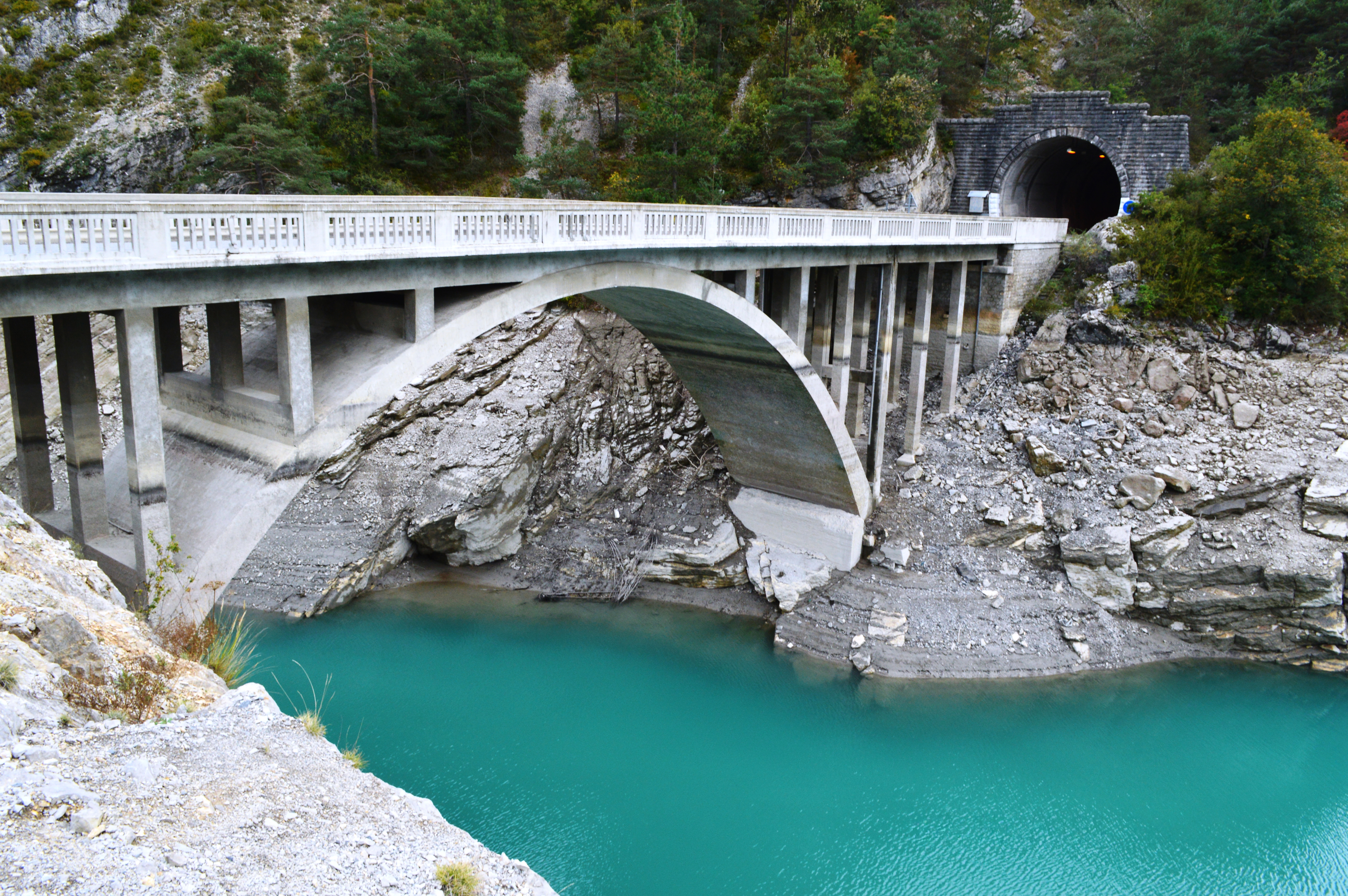
Brücke über den Lac de Castillon